# 岐阜站
岐阜站（日语：〔〕／ Gifu eki */?）是位於日本岐阜縣岐阜市橋本町1丁目的東海旅客鐵道（JR東海）鐵道車站。2000年入選中部車站百選（第二回）。

## 車站構造
島式月台3面6線的高架站。此站的大垣方向有返回線（留置線）。

### 月台配置
| 月台 | 路線       | 方向 | 目的地             | 備註                                                  |
| ---- | ---------- | ---- | ------------------ | ----------------------------------------------------- |
| 1、2 | 東海道本線 | 上行 | 名古屋、岡崎方向   | 特急「白鷺」於1號月台開出 部分列車於3、4、5號月台開出 |
| 3、4 | 高山本線   | -    | 美濃太田、高山方向 | 特急「飛驒」於4號月台開出                             |
| 5、6 | 東海道本線 | 下行 | 大垣、米原方向     | 部分列車於4號月台開出                                 |

### 配線圖
|                                                                            | ↑ 東海道本線 名古屋、豐橋、濱松方向 |                                    |
| ← 高山本線 美濃太田、高山、 富山方向                                       | 東海旅客鐵道 岐阜站 構內配線略圖    | → 東海道本線 大垣、米原、 大阪方向 |
| 图例 参考文献：、 圖片左側的名古屋、高山側有名鐵名古屋本線下穿，本圖省略。 |                                     |                                    |

## 使用情況
根據「岐阜縣統計書」「岐阜市統計書」，2018年（平成30年）度1日平均上車人次為32,244人。是岐阜縣內車站當中最多。
此站1日平均上車人次如下表。
| 年度   | 1日平均 上車人次 |
| ------ | ---------------- |
| 2000年 | 27,822           |
| 2001年 | 27,577           |
| 2002年 | 27,616           |
| 2003年 | 27,867           |
| 2004年 | 27,617           |
| 2005年 | 28,482           |
| 2006年 | 28,679           |
| 2007年 | 29,369           |
| 2008年 | 29,649           |
| 2009年 | 29,480           |
| 2010年 | 30,101           |
| 2011年 | 30,333           |
| 2012年 | 30,856           |
| 2013年 | 31,539           |
| 2014年 | 31,175           |
| 2015年 | 31,656           |
| 2016年 | 31,868           |
| 2017年 | 31,978           |
| 2018年 | 32,244           |

## 車站周邊
- 名鐵岐阜站
- JR岐阜站巴士總站
- 岐阜巴士中心
- 國道157號
- 岐阜縣道54號岐阜停車場線
- 岐阜縣道187號岐阜停車場城南線
- Heartfull Square G
- 安利美特岐阜店
- 河合塾岐阜校
- 岐阜城市塔43
- 大岐阜大樓（二樓為JTB岐阜支店）
- 繊維問屋街
- 十六銀行本店
- LOFT岐阜店
- ECT
- 岐阜市産業文化交流中心
- 金津園
- 中山道加納宿

## 相鄰車站
東海旅客鐵道
 東海道本線
- 特急「飛驒」「白鷺」停車站，「Home Liner大垣」停車站

■特別快速、■新快速、■快速、■區間快速（以上由此站起往西岐阜方向各站停車）
尾張一宮（CA72）－岐阜（CA74）－西岐阜（CA75）
■普通
木曾川（CA73）－岐阜（CA74）－西岐阜（CA75）
 高山本線
- 特急「飛驒」停車站

■普通
岐阜（CG00）－長森（CG01）

### 來源
1. ↑  駅構内の案内表記。これらはJR東海公式サイトの各駅の時刻表 （页面存档备份，存于）で参照可能（駅掲示用時刻表のPDFが使われているため。2015年1月現在）。
2. ↑  「JR東海 東海道本線 名古屋－大垣・美濃赤坂間主要駅 線路配線略図」、「特集 東海道本線2」、『鉄道ファン』　第48巻1号（通巻第561号） 2008年1月号、折込、交友社、2008年
3. ↑  祖田圭介、「特集 スイッチバック」、『鉄道ファン』　第43巻8号（通巻第508号） 2003年8月号、18頁、交友社、2003年
4. ↑  . 東海旅客鉄道株式会社.   [2020-09-20]. （原始内容存档于2008-04-07）.
5. ↑   (pdf). 岐阜県: 182. 2019-07  [2020-09-20].[]

## 外部連結
- 岐阜 - 東海旅客鐵道